# Osmany Duca
Osmany Duca (ur. 21 grudnia 1977) – kubański zapaśnik w stylu klasycznym. Trzykrotny medalista mistrzostw panamerykańskich, złoto w 2003 i 2004 roku.